# Mercè Llimona i Raymat
Mercè Llimona i Raymat (* 16. April 1914 in Barcelona; † 29. November 1997 in Barcelona) war eine katalanische Kinderbuchillustratorin. Die in ihren Zeichnungen handelnden Charaktere zeichnen sich durch eine hohe Intensität und durch große Zärtlichkeit aus.  Mercè Llimona war Tochter des Malers Joan Llimona i Bruguera und Nichte des Bildhauers Josep Llimona i Bruguera. Zusammen mit ihrer Schwester Núria Llimona i Raymat trat sie in die künstlerischen Fußstapfen von Vater und Onkel.

## Leben und Werk
Mercè Llimona besuchte die Escola de les Dames Negres in Barcelona. Als sie 12 Jahre alt war, starb ihr Vater. Trotz der jetzt wirtschaftlich schwierigeren Lage der Familie besuchte sie die Schule weiter und schrieb sich 1929 als 15-Jährige zum Kunststudium an der Lotja ein. Hier wie auch am Cercle Artístic de Sant Lluc erwarb sie sich eine künstlerische Basisausbildung. Ihre eigentliche Ausbildung erfolgte jedoch in der Bildhauerwerkstatt ihres Onkels Josep Llimona. Das große künstlerische Vorbild als Kinderbuchillustratorin war für Mercè Llimona Arthur Rackham. Sie war aber auch beeinflusst von Sybille von Olfers, Louis Maurice Boutet de Monvel, Kate Greenaway, Randolph Caldecott, Lola Anglada, Joan Junceda und Wilhelm Busch.
Schon in ihren ersten Werken La dona que no volia rentar els plats („Die Frau, die das Geschirr nicht abwaschen will“) und in Les santetes („Die kleinen Heiligen“) ist der Einfluss der französischen Zeichner Lola Anglada und Joan Junceda erkennbar. Die beiden Zeichnungen illustrieren die von Valeri Serra i Boldú im Verlag Políglota herausgegebenen Sammlung von Volksmärchen. Von 1932 bis 1937 arbeitete sie als Dozentin an der Escola Blanquerna bis sie aufgrund des Spanischen Bürgerkrieges zu den Dames Negres nach Paris floh, die ihr ein Zimmer gaben. Aufgrund von Vermittlung der Dames Negres arbeitete sie für La Bonne Presse, den damals wichtigsten katholischen Verlag in Frankreich. Bald danach ging sie in die frankistisch beherrschte Verlagsstadt San Sebastian. Hier lebte ihre Schwester mit Ehemann. Mit beiden unternahm sie zunächst eine Europareise. Nach ihrer Rückkehr arbeitete sie für die rechts ausgerichteten Kinder- und Jugendzeitschriften Pelayos und die aus der Vereinigung von den falangistischen Flechas und Pelayos hervorgegangene Zeitschrift Flechas y Pelayos. Diese das Militär verherrlichende Zeitschrift diente einer indoktrinierenden, faschistischen Nationalerziehung. In Pelayo o Margaritina, der Mädchensektion dieser Zeitschrift, veröffentlichte sie Zeichnungen zu religiösen Themen. Bis 1956 arbeitete Llimona auch mit den von der Verlegerin Consuelo Gil gegründeten Zeitschriften Chicos (Jungen-) und Chicas (Mädchenzeitschrift) zusammen. Vor Ende des Krieges wurde sie von Frankobefürwortern zu der internationalen Ausstellung Art Sacre in Vitoria eingeladen.
Danach ging sie zurück nach Barcelona. Hier folgte eine Zeit intensiver Illustrationsarbeit. Ihre Werke wurden wichtig in und für das stark unterdrückte Katalonien. Sie schuf Zeichnungen für Kommunion- und Totenzettel, für Visitenkarten, Plakate und für die Werbung sowie für Exlibris. Sie schuf Zeichnungen für Zeitschriften, Kinderbücher und nach den 1950er Jahren auch für Erwachsenenbücher. Nach und nach rückte sie in das Zentrum des kulturellen Lebens in Barcelona. Ab den 1960er Jahren wirkte sie bei der Gestaltung neuer katalanischer Zeitschriften wie Cavall Fort und L'Infantil mit. Von 1936 bis 1966 war sie die erste Präsidentin des Cercle Artístic de Sant Lluc und ebenso Präsidentin der Associació Professional d'Il·lustradors (API, Vereinigung der Illustratoren). Ab den 1970er Jahren passte sie ihre Figuren der neuen Zeit an. Diese späten Figuren lassen zunehmend ihre bereits 1952 diagnostizierte rheumatische Polyartritis an Arm und Hand erkennen. Sie arbeitete in dem Spätwerk mit weniger Linien, stärker stilisiert und abstrahiert. Ihre Farben wurden sanfter. Die Werke aus dieser Zeit zeigen einen Einfluss von Kate Greenaway und den Präraffaeliten.
Seit 1943 war Mercè mit dem Anwalt und Wirtschaftsfachmann Félix Escalas i Fàbrega verheiratet. Das Paar hatte fünf Kinder. Sie hat zu keiner Zeit ihre Arbeit im Atelier aufgegeben. 1952, kurz nach der Geburt ihres letzten Kindes wurde bei Mercè Llimona rheumatische Polyartitis an Armen und Beinen diagnostiziert. Diese Krankheit veränderte ihr Leben schlagartig. In den letzten Jahren zeichnete sie nur noch mit einem japanischen Pinsel, weil sie einen Bleistift nicht mehr halten konnte.

## Würdigung
Mercè Llimona erhielt zahlreiche Preise und Würdigungen. 1984 erhielt sie von der Generalitat de Catalunya den Preis der besten Kinderbuchillustratorin. Ihr wurde aufgrund ihrer künstlerischen Leistungen das Creu-de-Sant-Jordi verliehen. Llimona schuf zahlreiche Figuren und Charakteren wie El muñeco de papel, Chupete oder La petita Alícia, die die Herzen von Generationen katalanischer und spanischer Kinder erobert haben. Ihr Werk ist voll Humor und großer Phantasie.